# Пиплес Вали (Аризона)
Пиплес Вали (енгл. Peeples Valley) насељено је место без административног статуса у америчкој савезној држави Аризона.

## Демографија
По попису из 2010. године број становника је 428, што је 54 (14,4%) становника више него 2000. године.
| Група             | 2000.       | 2010.       |
| Белци             | 337 (90,1%) | 385 (90,0%) |
| Афроамериканци    | 4 (1,1%)    | 2 (0,5%)    |
| Азијати           | 1 (0,3%)    | 0 (0,0%)    |
| Хиспаноамериканци | 20 (5,3%)   | 35 (8,2%)   |
| Укупно            | 374         | 428         |